# Division I i ishockey 1984/1985
Division I i ishockey 1984/1985 var den näst högsta divisionen för ishockey i Sverige under säsongen. Divisionen bestod av 40 lag uppdelade i fyra serier – Norra, Västra, Östra och Södra – som spelades i 18 omgångar. De två främsta lagen i varje grundserie gick vidare till Allsvenskan. Kvarvarande lag spelade vidare i samma serier och mötte varandra inbördes ytterligare två gånger, vilket innebar 32 spelade omgångar totalt. De två främsta lagen i Allsvenskan möttes i en final om en plats i Elitserien. Lag 3–6 i Allsvenskan gick vidare till playoff tillsammans med de två främsta lagen i varje fortsättningsserie. Vinnaren av playoff gick vidare till kvalserien till Elitserien. Det sista laget i varje fortsättningsserie flyttades ner till Division II och det näst sista laget gick till kvalspel om en plats i Division I nästa säsong.

## Deltagande lag
Sedan förra säsongen hade Modo (Örnsköldsvik) och Västra Frölunda (Göteborg) flyttats ner från Elitserien. Från Division II hade följande lag flyttats upp: Antjärn (Härnösand), Dalen (Norrahammar), Mölndal, Ore (Furudal), Polar (Sollefteå) och SPAIF (Södertälje).
Bofors, Mariestad, Skövde och Örebro hade flyttats från västra serien till östra och S/G Hockey (Gävle), Sundsvall, Vallentuna, VIK (Västerås), Väsby (Upplands Väsby) och Westmannia (Köping) från östra till västra serien. HV71 (Jönköping) flyttades från den södra till den östra serien.
| Division I Norra |
| --- |
| Antjärns IK ▲ Bodens BK Clemensnäs/Rönnskärs IF IK Polar ▲ Kiruna AIF Modo AIK ▼ Piteå IF Tegs SK Timrå IK Östersunds IK |

| Division I Västra                                                                                                   |
| --- |
| Falu IF HC Dobel IFK Ore ▲ IK VIK Hockey Malungs IF Mora IK S/G Hockey Sundsvall/Tunadals IF Vallentuna BK Väsby IK |

| Division I Östra |
| --- |
| Bofors IK Huddinge IK HV71 IK Vita Hästen IK Westmannia Mariestads BoIS Nacka HK Skövde IK Södertälje-Pojkarnas AIF ▲ Örebro IK |

| Division I Södra |
| --- |
| Hanhals BK HC Dalen ▲ IF Troja-Ljungby KBA-67 Mölndals IF ▲ Mörrums GoIS Nybro IF Rögle BK Tingsryds AIF Västra Frölunda HC ▼ |

## Grundserier

### Division I Norra
Storfavorit denna säsong var Modo som flyttats ner från Elitserien och nu siktade på att ta sig tillbaka. Grundserien i division I utgjorde inget större hinder för den målsättningen. Modo vann serien med endast fem tappade poäng. Bland Modos spelare återfanns målvakten Hardy Åström, forwardarna Lars Molin och Michael Hjälm. Andraplatsen, som också gav en plats till Allsvenskan, togs sensationellt av Skellefteås andralag Clemensnäs/Rönnskärs IF (normalt förkortat till CRIF). Lagets nye tränare Anders Sandström ansågs vara en del av succén.
| Nr | Lag                     | S  | V  | O | F  | GM  | IM  | MS   | P  |
| -- | ----------------------- | -- | -- | - | -- | --- | --- | ---- | -- |
| 1  | Modo AIK                | 18 | 15 | 1 | 2  | 172 | 60  | +112 | 31 |
| 2  | Clemensnäs/Rönnskärs IF | 18 | 12 | 2 | 4  | 84  | 77  | +7   | 26 |
| 3  | Timrå IK                | 18 | 9  | 3 | 6  | 86  | 74  | +12  | 21 |
| 4  | Östersunds IK           | 18 | 8  | 4 | 6  | 73  | 69  | +4   | 20 |
| 5  | Tegs SK                 | 18 | 7  | 6 | 5  | 97  | 96  | +1   | 20 |
| 6  | IK Polar                | 18 | 9  | 1 | 8  | 89  | 95  | −6   | 19 |
| 7  | Piteå IF                | 18 | 7  | 1 | 10 | 86  | 94  | −8   | 15 |
| 8  | Kiruna AIF              | 18 | 6  | 3 | 9  | 75  | 83  | −8   | 15 |
| 9  | Bodens BK               | 18 | 4  | 0 | 14 | 56  | 117 | −61  | 8  |
| 10 | Antjärns IK             | 18 | 2  | 1 | 15 | 58  | 111 | −53  | 5  |

### Division I Västra
Före säsongsstarten nämndes Mora, Falun, VIK och S/G som favoriter till de allsvenska platserna. Men i Falun hade skulder på nästan tre miljoner kronor uppdagats under sommaren och det var länge oklart om laget ens skulle spela. Mora var inne i en generationsväxling och kunde inte heller svara mot förväntningarna. VIK började däremot serien med tio raka segrar och såg helt överlägsna ut. S/G åkte på en förlust mot VIK, men kom efter det igen med tio vinster på rad. Med i fajten om platserna i Allsvenskan var också Vallentuna till den fjortonde omgången då de förlorade hemma mot Falun och kom för långt efter. De sista omgångarna var VIK och S/G själva i toppen. Seriesegern gick till S/G mycket tack vare en seger mot VIK i näst sista omgången.
| Nr | Lag                   | S  | V  | O | F  | GM  | IM  | MS  | P  |
| -- | --------------------- | -- | -- | - | -- | --- | --- | --- | -- |
| 1  | S/G Hockey            | 18 | 16 | 0 | 2  | 130 | 66  | +64 | 32 |
| 2  | IK VIK Hockey         | 18 | 15 | 1 | 2  | 145 | 49  | +96 | 31 |
| 3  | Vallentuna BK         | 18 | 13 | 1 | 4  | 104 | 74  | +30 | 27 |
| 4  | Mora IK               | 18 | 8  | 2 | 8  | 76  | 66  | +10 | 18 |
| 5  | Falu IF               | 18 | 9  | 0 | 9  | 76  | 76  | 0   | 18 |
| 6  | Väsby IK              | 18 | 8  | 2 | 8  | 76  | 83  | −7  | 18 |
| 7  | Malungs IF            | 18 | 5  | 2 | 11 | 79  | 116 | −37 | 12 |
| 8  | Sundsvall/Tunadals IF | 18 | 5  | 1 | 12 | 73  | 101 | −28 | 11 |
| 9  | HC Dobel              | 18 | 4  | 0 | 14 | 65  | 135 | −70 | 8  |
| 10 | IFK Ore               | 18 | 1  | 3 | 14 | 52  | 110 | −58 | 5  |

### Division I Östra
Storsatsande HV71 var nya i den östra serien. Inför säsongen hade man rekryterat Roland Eriksson och Ivan Hansen från Leksand och det gav utdelning. HV började säsongen med att vinna de två första matcherna med 15–1 och den tredje med 14–3. Örebro började inte alls lika starkt utan förlorade två av de tre första matcherna och efter det tog det till den åttonde omgången innan de kunde inta andraplatsen, men väl där höll man den. Både HV71 och Örebro gick vidare till Allsvenskan.
| Nr | Lag                      | S  | V  | O | F  | GM  | IM  | MS  | P  |
| -- | ------------------------ | -- | -- | - | -- | --- | --- | --- | -- |
| 1  | HV71                     | 18 | 16 | 1 | 1  | 152 | 66  | +86 | 33 |
| 2  | Örebro IK                | 18 | 15 | 0 | 3  | 114 | 60  | +54 | 30 |
| 3  | IK Vita Hästen           | 18 | 12 | 2 | 4  | 114 | 65  | +49 | 26 |
| 4  | Huddinge IK              | 18 | 11 | 2 | 5  | 102 | 71  | +31 | 24 |
| 5  | Mariestads BoIS          | 18 | 9  | 1 | 8  | 78  | 77  | +1  | 19 |
| 6  | Nacka HK                 | 18 | 7  | 1 | 10 | 91  | 104 | −13 | 15 |
| 7  | Bofors IK                | 18 | 4  | 2 | 12 | 66  | 105 | −39 | 10 |
| 8  | Skövde IK                | 18 | 4  | 1 | 13 | 67  | 122 | −55 | 9  |
| 9  | IK Westmannia            | 18 | 3  | 1 | 14 | 76  | 125 | −49 | 7  |
| 10 | Södertälje-Pojkarnas AIF | 18 | 3  | 1 | 14 | 64  | 129 | −65 | 7  |

### Division I Södra
Västra Frölunda var nykomlingar, nerflyttade från Elitserien, och storfavoriter till en av de allsvenska platserna. Redan från början visade man att man var överlägsna de flesta av lagen genom att rada upp segrar med tvåsiffrig målskillnad. De enda som bjöd Frölunda på något motstånd var Troja från småländska Ljungby. De placerades sig strax bakom Västra Frölunda i tabellen och tog den andra platsen till Allsvenskan.
| Nr | Lag                | S  | V  | O | F  | GM  | IM  | MS  | P  |
| -- | ------------------ | -- | -- | - | -- | --- | --- | --- | -- |
| 1  | Västra Frölunda HC | 18 | 16 | 0 | 2  | 132 | 51  | +81 | 32 |
| 2  | IF Troja-Ljungby   | 18 | 15 | 1 | 2  | 111 | 53  | +58 | 31 |
| 3  | Mörrums GoIS       | 18 | 10 | 2 | 6  | 106 | 92  | +14 | 22 |
| 4  | Hanhals BK         | 18 | 9  | 2 | 7  | 89  | 93  | −4  | 20 |
| 5  | Rögle BK           | 18 | 8  | 3 | 7  | 92  | 73  | +19 | 19 |
| 6  | Tingsryds AIF      | 18 | 8  | 1 | 9  | 94  | 110 | −16 | 17 |
| 7  | HC Dalen           | 18 | 5  | 3 | 10 | 73  | 94  | −21 | 13 |
| 8  | Mölndals IF        | 18 | 5  | 1 | 12 | 52  | 106 | −54 | 11 |
| 9  | Nybro IF           | 18 | 4  | 1 | 13 | 65  | 100 | −35 | 9  |
| 10 | KBA-67             | 18 | 2  | 2 | 14 | 50  | 92  | −42 | 6  |

## Allsvenskan
Modo och Troja vidare till Allsvenska finalen, medan Västra Frölunda, S/G Hockey, HV71 och VIK-Hockey gick vidare till playoff. För Örebro och CRIF var säsongen färdigspelad.
| Nr | Lag                     | S  | V  | O | F  | GM | IM  | MS  | P  |
| -- | ----------------------- | -- | -- | - | -- | -- | --- | --- | -- |
| 1  | Modo AIK                | 14 | 10 | 2 | 2  | 77 | 42  | +35 | 22 |
| 2  | IF Troja-Ljungby        | 14 | 8  | 1 | 5  | 72 | 65  | +7  | 17 |
| 3  | Västra Frölunda HC      | 14 | 7  | 2 | 5  | 72 | 63  | +9  | 16 |
| 4  | S/G Hockey              | 14 | 7  | 1 | 6  | 73 | 68  | +5  | 15 |
| 5  | HV71                    | 14 | 6  | 2 | 6  | 89 | 72  | +17 | 14 |
| 6  | IK VIK Hockey           | 14 | 5  | 4 | 5  | 71 | 61  | +10 | 14 |
| 7  | Örebro IK               | 14 | 5  | 2 | 7  | 56 | 58  | −2  | 12 |
| 8  | Clemensnäs/Rönnskärs IF | 14 | 1  | 0 | 13 | 30 | 111 | −81 | 2  |

## Fortsättningsserier

### Division I Norra forts
Norra serien efter jul innebar inga större omkastningar i tabellen. Timrå och Östersund behöll sina platser i toppen och fick därmed varsin plats i playoff. Piteå och Kiruna blev säsongens besvikelser. Förra säsongen toppade de serien nu slutade femma respektive sexa. Sist i tabellen placerade sig Boden och Antjärn. De gjorde upp om kval och nerflyttning i sista omgången. Boden vann matchen med 2–1 och tog kvalplatsen, medan Antjärn flyttades ner till Division II.
| Nr | Lag           | S  | V  | O | F  | GM  | IM  | MS  | P  |
| -- | ------------- | -- | -- | - | -- | --- | --- | --- | -- |
| 1  | Timrå IK      | 32 | 18 | 5 | 9  | 170 | 122 | +48 | 41 |
| 2  | Östersunds IK | 32 | 16 | 9 | 7  | 140 | 107 | +33 | 41 |
| 3  | IK Polar      | 32 | 16 | 3 | 13 | 160 | 142 | +18 | 35 |
| 4  | Tegs SK       | 32 | 12 | 8 | 12 | 155 | 161 | −6  | 32 |
| 5  | Piteå IF      | 32 | 12 | 4 | 16 | 151 | 180 | −29 | 28 |
| 6  | Kiruna AIF    | 32 | 10 | 6 | 16 | 128 | 149 | −21 | 26 |
| 7  | Bodens BK     | 32 | 8  | 2 | 22 | 103 | 187 | −84 | 18 |
| 8  | Antjärns IK   | 32 | 6  | 2 | 24 | 109 | 187 | −78 | 14 |

### Division I Västra forts
Vallentuna hade skaffat sig ett försprång med nio poäng under höstserien och trots att Mora vaknade till liv och endast noterades för en förlust under vintern kunde de inte hämta in ett så stort försprång. Vallentuna vann serien med Mora några poäng efter, båda lagen gick vidare till playoff. Sist i serien placerade sig nykomlingen Ore som bara vann en enda match under hela säsongen. Laget flyttades ner till Division II. Näst sist placerade sig Dobel som utmärkte sig med stora förluster, 15–1 mot S/G var den största. De klarade sig undan nerflyttning trots allt och fick en plats i kvalserien fr.a. tack vare fyra segrar mot Ore.
| Nr | Lag                   | S  | V  | O | F  | GM  | IM  | MS   | P  |
| -- | --------------------- | -- | -- | - | -- | --- | --- | ---- | -- |
| 1  | Vallentuna BK         | 32 | 22 | 3 | 7  | 182 | 117 | +65  | 47 |
| 2  | Mora IK               | 32 | 21 | 2 | 9  | 156 | 92  | +64  | 44 |
| 3  | Falu IF               | 32 | 17 | 2 | 13 | 163 | 130 | +33  | 36 |
| 4  | Väsby IK              | 32 | 15 | 3 | 14 | 154 | 149 | +5   | 33 |
| 5  | Sundsvall/Tunadals IF | 32 | 12 | 2 | 18 | 143 | 173 | −30  | 26 |
| 6  | Malungs IF            | 32 | 10 | 3 | 19 | 134 | 197 | −63  | 23 |
| 7  | HC Dobel              | 32 | 7  | 1 | 24 | 117 | 223 | −106 | 15 |
| 8  | IFK Ore               | 32 | 1  | 3 | 28 | 78  | 206 | −128 | 5  |

### Division I Östra forts
Efter juluppehållet var Huddinge starkaste laget. De passerade Vita Hästen och tog seriesegern med fyra poängs marginal. Huddinge och Vita Hästen gick vidare till playoff och sedan var det elva poäng ner till Mariestad. Nacka hade före säsongsstarten övervägt att inte spela, men efter att man fått ett samarbetsavtal med Djurgården vågade man satsa. Ny tränare blev Torgny Bendelin som hämtades från Roma. Sist i serien placerade sig nykomlingen SPAIF vilket innebar nerflyttning till Division II. Skövde placerade sig näst sist och gick vidare till kvalserien.
| Nr | Lag                      | S  | V  | O | F  | GM  | IM  | MS  | P  |
| -- | ------------------------ | -- | -- | - | -- | --- | --- | --- | -- |
| 1  | Huddinge IK              | 32 | 23 | 2 | 7  | 190 | 98  | +92 | 48 |
| 2  | IK Vita Hästen           | 32 | 20 | 4 | 8  | 196 | 131 | +65 | 44 |
| 3  | Mariestads BoIS          | 32 | 15 | 3 | 14 | 145 | 149 | −4  | 33 |
| 4  | Nacka HK                 | 32 | 14 | 1 | 17 | 174 | 179 | −5  | 29 |
| 5  | Bofors IK                | 32 | 10 | 4 | 18 | 128 | 182 | −54 | 24 |
| 6  | IK Westmannia            | 32 | 9  | 1 | 22 | 150 | 210 | −60 | 19 |
| 7  | Skövde IK                | 32 | 7  | 3 | 22 | 110 | 206 | −96 | 17 |
| 8  | Södertälje-Pojkarnas AIF | 32 | 7  | 1 | 24 | 130 | 208 | −78 | 15 |

### Division I Södra forts
I den södra serien föll Mörrum igenom. Från en tredjeplats i höstserien föll man till en fjärdeplats i fortsättningsserien och hade ingen chans på playoffplatserna. Vinnare blev istället Hanhals som säkrade playoffplatsen redan i 29:de omgången. Den andra platsen till playoff tog Rögle under ledning av tränaren Sven-Åke Svensson. Kvalplatsen slogs Dalen och Nybro om att slippa. Avgörandet kom i sista omgången. Nybro behövde ta in två poäng, vilket man gjorde, men lyckades inte hämta in hela målskillnaden och Dalen klarade sig undan kvalplatsen. Sist kom KBA-67 som flyttades ner till Division II.
| Nr | Lag             | S  | V  | O | F  | GM  | IM  | MS  | P  |
| -- | --------------- | -- | -- | - | -- | --- | --- | --- | -- |
| 1  | Hanhals BK      | 32 | 18 | 2 | 12 | 184 | 166 | +18 | 38 |
| 2  | Rögle BK        | 32 | 15 | 5 | 12 | 160 | 125 | +35 | 35 |
| 3  | Tingsryds AIF   | 32 | 15 | 4 | 13 | 165 | 181 | −16 | 34 |
| 4  | Mörrums GoIS IK | 32 | 12 | 4 | 16 | 166 | 187 | −21 | 28 |
| 5  | Mölndals IF     | 32 | 12 | 3 | 17 | 117 | 166 | −49 | 27 |
| 6  | HC Dalen        | 32 | 11 | 4 | 17 | 125 | 149 | −24 | 26 |
| 7  | Nybro IF        | 32 | 11 | 4 | 17 | 127 | 156 | −29 | 26 |
| 8  | KBA-67          | 32 | 5  | 5 | 22 | 108 | 165 | −57 | 15 |

## Playoff
De två främsta lagen från varje fortsättningsserie samt lag 3–6 från Allsvenskan spelade playoff. Lagen från fortsättningsserierna möttes i Playoff 1 och vinnarna gick vidare till Playoff 2 där lagen från Allsvenskan väntade. Segrarna från Playoff 2 möttes i Playoff 3 och de som vann där gick vidare till kvalserien till Elitserien. Lagen möttes i två matcher, en borta och en hemma, för att avgöra vem som gick vidare. Oavgjorda matcher avgjordes med sudden death. Om lagen vann en match vardera spelades en tredje match för att avgöra vem som gick vidare.
I första omgången ställdes lagen från den norra serien mot lagen från den västra och lagen från den östra serien ställdes mot den södra. Segraren i en serie ställdes mot tvåan i den andra. Den norra seriens lag slogs ut direkt i första omgången. Mellan den östra och södra serien var det jämnare, båda matchserierna krävde en omspelsmatch för att avgöras. I den sista matchen mellan Hanhals och Vita Hästen ledde till bråk. På läktaren slogs en norrköpingssupporter medvetslös. Även på rinken och i tränarbåsen rök man ihop med varandra.
|  | Playoff 1          | Playoff 1     | Playoff 1          | Playoff 1     |             |   | Playoff 2 | Playoff 2 | Playoff 2 | Playoff 2 |  |  | Playoff3 | Playoff3 | Playoff3 | Playoff3 |  |  |  |  |  |  |
|  |                    |               |                    |               |             |   |           |           |           |           |  |  |          |          |          |          |  |  |  |  |  |  |
|  | 0                  |               |                    |               |             |   |           |           |           |           |  |  |          |          |          |          |  |  |  |  |  |  |
|  |                    |               |                    |               |             |   |           |           |           |           |  |  |          |          |          |          |  |  |  |  |  |  |
|  | Timrå IK           | Timrå IK      | 5                  | 0             |             |   |           |           |           |           |  |  |          |          |          |          |  |  |  |  |  |  |
|  | Timrå IK           | Timrå IK      | 5                  | 0             | 0           |   |           |           |           |           |  |  |          |          |          |          |  |  |  |  |  |  |
|  | Mora IK            | Mora IK       | 6                  | 14            |             |   |           |           |           |           |  |  |          |          |          |          |  |  |  |  |  |  |
|  | Mora IK            | Mora IK       | 6                  | 14            | Mora IK     | 5 | 4         | 2         |           |           |  |  |          |          |          |          |  |  |  |  |  |  |
|  |                    |               |                    |               | Mora IK     | 5 | 4         | 2         |           |           |  |  |          |          |          |          |  |  |  |  |  |  |
|  |                    |               | Västra Frölunda HC | 3             | 5           | 3 |           |           |           |           |  |  |          |          |          |          |  |  |  |  |  |  |
|  |                    |               | Västra Frölunda HC | 3             | 5           | 3 |           |           |           |           |  |  |          |          |          |          |  |  |  |  |  |  |
|  |                    |               |                    |               | 0           |   |           |           |           |           |  |  |          |          |          |          |  |  |  |  |  |  |
|  |                    |               |                    |               |             |   |           |           |           |           |  |  |          |          |          |          |  |  |  |  |  |  |
|  | Västra Frölunda HC | 4             | 4                  | 2             |             |   |           |           |           |           |  |  |          |          |          |          |  |  |  |  |  |  |
|  | Västra Frölunda HC | 4             | 4                  | 2             |             |   |           |           |           |           |  |  |          |          |          |          |  |  |  |  |  |  |
|  |                    | IK VIK Hockey | 7                  | 3             | 8           |   |           |           |           |           |  |  |          |          |          |          |  |  |  |  |  |  |
|  |                    | IK VIK Hockey | 7                  | 3             | 8           |   |           |           |           |           |  |  |          |          |          |          |  |  |  |  |  |  |
|  | 0                  |               |                    |               |             |   |           |           |           |           |  |  |          |          |          |          |  |  |  |  |  |  |
|  |                    |               |                    |               |             |   |           |           |           |           |  |  |          |          |          |          |  |  |  |  |  |  |
|  | IK VIK Hockey      | IK VIK Hockey | 12                 | 10            |             |   |           |           |           |           |  |  |          |          |          |          |  |  |  |  |  |  |
|  | IK VIK Hockey      | IK VIK Hockey | 12                 | 10            | 0           |   |           |           |           |           |  |  |          |          |          |          |  |  |  |  |  |  |
|  |                    |               | Hanhals BK         | Hanhals BK    | 3           | 0 |           |           |           |           |  |  |          |          |          |          |  |  |  |  |  |  |
|  | Hanhals BK         | 6             | Hanhals BK         | Hanhals BK    | 3           | 0 | 8         | 7         |           |           |  |  |          |          |          |          |  |  |  |  |  |  |
|  | Hanhals BK         | 6             |                    |               |             |   | 8         | 7         |           |           |  |  |          |          |          |          |  |  |  |  |  |  |
|  | IK Vita Hästen     | 7             | 4                  | 6             |             |   |           |           |           |           |  |  |          |          |          |          |  |  |  |  |  |  |
|  | IK Vita Hästen     | 7             | 4                  | 6             |             |   |           |           |           |           |  |  |          |          |          |          |  |  |  |  |  |  |
|  | 0                  |               |                    |               |             |   |           |           |           |           |  |  |          |          |          |          |  |  |  |  |  |  |
|  |                    |               |                    |               |             |   |           |           |           |           |  |  |          |          |          |          |  |  |  |  |  |  |
|  | Huddinge IK        | 2             | 3                  | 3             |             |   |           |           |           |           |  |  |          |          |          |          |  |  |  |  |  |  |
|  | Huddinge IK        | 2             | 3                  | 3             | 0           |   |           |           |           |           |  |  |          |          |          |          |  |  |  |  |  |  |
|  | Rögle BK           | 1             | 4                  | 1             |             |   |           |           |           |           |  |  |          |          |          |          |  |  |  |  |  |  |
|  | Rögle BK           | 1             | 4                  | 1             | Huddinge IK | 4 | 5         | 3         |           |           |  |  |          |          |          |          |  |  |  |  |  |  |
|  |                    |               |                    |               | Huddinge IK | 4 | 5         | 3         |           |           |  |  |          |          |          |          |  |  |  |  |  |  |
|  |                    |               | S/G Hockey         | 5             | 4           | 5 |           |           |           |           |  |  |          |          |          |          |  |  |  |  |  |  |
|  |                    |               | S/G Hockey         | 5             | 4           | 5 |           |           |           |           |  |  |          |          |          |          |  |  |  |  |  |  |
|  |                    |               |                    |               | 0           |   |           |           |           |           |  |  |          |          |          |          |  |  |  |  |  |  |
|  |                    |               |                    |               |             |   |           |           |           |           |  |  |          |          |          |          |  |  |  |  |  |  |
|  | S/G Hockey         | S/G Hockey    | 3                  | 2             |             |   |           |           |           |           |  |  |          |          |          |          |  |  |  |  |  |  |
|  | S/G Hockey         | S/G Hockey    | 3                  | 2             |             |   |           |           |           |           |  |  |          |          |          |          |  |  |  |  |  |  |
|  |                    | HV71          | HV71               | 8             | 5           |   |           |           |           |           |  |  |          |          |          |          |  |  |  |  |  |  |
|  |                    | HV71          | HV71               | 8             | 5           |   |           |           |           |           |  |  |          |          |          |          |  |  |  |  |  |  |
|  | 0                  |               |                    |               |             |   |           |           |           |           |  |  |          |          |          |          |  |  |  |  |  |  |
|  |                    |               |                    |               |             |   |           |           |           |           |  |  |          |          |          |          |  |  |  |  |  |  |
|  | HV71               | HV71          | 11                 | 6             |             |   |           |           |           |           |  |  |          |          |          |          |  |  |  |  |  |  |
|  | HV71               | HV71          | 11                 | 6             | 0           |   |           |           |           |           |  |  |          |          |          |          |  |  |  |  |  |  |
|  |                    |               | Vallentuna BK      | Vallentuna BK | 3           | 4 |           |           |           |           |  |  |          |          |          |          |  |  |  |  |  |  |
|  | Vallentuna BK      | 8             | Vallentuna BK      | Vallentuna BK | 3           | 4 | 5         | 7         |           |           |  |  |          |          |          |          |  |  |  |  |  |  |
|  | Vallentuna BK      | 8             |                    |               |             |   | 5         | 7         |           |           |  |  |          |          |          |          |  |  |  |  |  |  |
|  | Östersunds IK      | 4             | 6                  | 3             |             |   |           |           |           |           |  |  |          |          |          |          |  |  |  |  |  |  |
|  | Östersunds IK      | 4             | 6                  | 3             |             |   |           |           |           |           |  |  |          |          |          |          |  |  |  |  |  |  |

HV71 och IK VIK Hockey vidare till Kvalserien.

## Kval till Division I
I kvalserierna möttes de tre vinnande lagen från playoff i Division II:s regioner med vårseriernas näst sämsta lag i samma region. De två främsta lagen i varje kvalserie fick en plats i Division I nästa säsong, övriga lag fick spela i Division II.

### Norra
Boden försvarade sin plats i Division I och Kiruna återtog sin plats efter en säsong i Division II. Två matcher; Boden–Kiruna och Malå–Boden ställdes in då de inte påverkade vilka lag som flyttades upp.
| Nr | Lag                   | S | V | O | F | GM | IM | MS  | P |
| -- | --------------------- | - | - | - | - | -- | -- | --- | - |
| 1  | IFK Kiruna            | 5 | 4 | 1 | 0 | 37 | 17 | +20 | 9 |
| 2  | Bodens BK             | 4 | 3 | 1 | 0 | 30 | 17 | +13 | 7 |
| 3  | Munksund-Skuthamns SK | 6 | 2 | 0 | 4 | 42 | 42 | 0   | 4 |
| 4  | Malå IF               | 5 | 0 | 0 | 5 | 17 | 50 | −33 | 0 |

### Västra
Grums och Hofors kvalificerade sig för Division I nästa säsong, medan Borlänge-laget Dobel förlorade sin plats och fick spela i Division II kommande säsong. Då IFK Lidingö tvingades tacka nej till sin plats p.g.a. att man saknade ishall så flyttades även Skutskärs SK  (som bästa trea) upp till nästa säsong.
| Nr | Lag          | S | V | O | F | GM | IM | MS  | P |
| -- | ------------ | - | - | - | - | -- | -- | --- | - |
| 1  | Grums IK     | 6 | 4 | 0 | 2 | 32 | 17 | +15 | 8 |
| 2  | Hofors HC    | 6 | 4 | 0 | 2 | 28 | 18 | +10 | 8 |
| 3  | Skutskärs SK | 6 | 4 | 0 | 2 | 28 | 26 | +2  | 8 |
| 4  | HC Dobel     | 6 | 0 | 0 | 6 | 17 | 44 | −27 | 0 |

### Östra
Skövde försvarade sin plats i Division I och Lidingö kvalificerade sig, men tvingades avstå då de inte hade någon ishall. Istället ersattes de av det tredjelag som tagit flest poäng, nämligen Skutskär i den västra serien.
| Nr | Lag           | S | V | O | F | GM | IM | MS | P |
| -- | ------------- | - | - | - | - | -- | -- | -- | - |
| 1  | IFK Lidingö   | 6 | 3 | 1 | 2 | 26 | 27 | −1 | 7 |
| 2  | Skövde IK     | 6 | 3 | 0 | 3 | 29 | 27 | +2 | 6 |
| 3  | Nyköpings BIS | 6 | 2 | 2 | 2 | 24 | 25 | −1 | 6 |
| 4  | Linköpings HC | 6 | 2 | 1 | 3 | 30 | 30 | 0  | 5 |

### Södra
Nybro försvarade sin plats i Division I, medan Malmö återkommer efter en säsong i Division II. 
| Nr | Lag         | S | V | O | F | GM | IM | MS  | P |
| -- | ----------- | - | - | - | - | -- | -- | --- | - |
| 1  | Nybro IF    | 6 | 4 | 1 | 1 | 23 | 18 | +5  | 9 |
| 2  | Malmö IF    | 6 | 4 | 0 | 2 | 31 | 16 | +15 | 8 |
| 3  | Kungälvs IK | 6 | 3 | 1 | 2 | 24 | 30 | −6  | 7 |
| 4  | Tranås AIF  | 6 | 0 | 0 | 6 | 21 | 35 | −14 | 0 |